# Beneraf jezik
Beneraf jezik (boneraf, bonerif; ISO 639-3: bnv), jezik porodice tor-kwerba kojim još govori 200 ljudi (2005 SIL) na indonezijskom dijelu Nove Gvineje u regenciji Sarmi. Govori se u selu Beneraf i dijelu sela Nenke, u obalnom području istočno od ušća rijeke Tor.
Beneraf pripada skupini orya-tor, podskupini tor. U upotrebi je i indonezijski [ind].

## Vanjske poveznice
- Ethnologue (14th)
- Ethnologue (15th)